# Кольчугино (Крым)
Кольчу́гино  (до 1945 года Булгана́к это название носило поселение с 1915—1945 гг. 30 лет, до 1915 года Кронента́ль; укр. Кольчугине, крымскотат. Bulğanaq, Булгъанакъ) — село в Симферопольском районе Крыма (согласно административно-территориальному делению РФ — центр Кольчугинского сельского поселения Республики Крым, согласно административно-территориальному делению Украины — Кольчугинского сельского совета Автономной Республики Крым).

## Современное состояние
Площадь села — 352,2 гектара, на которых размещаются 38 улиц и 2 переулка. В 1392 дворах, по данным сельсовета на 2009 год, числилось 4966 жителей. В селе работают два муниципальных общеобразовательных учреждения — школы № 1 и № 2 (с 1996 года — крымскотатарская), детский сад «Тополёк», участковая больница. В Кольчугине действуют православный храм Рождества Христова и мечеть «Булганак джамиси», римско-католический храм Успения Пресвятой Девы Марии.

## География
Кольчугино расположено на западе района, в долине реки Западный Булганак, в среднем течении на обеих берегах. Село находится на автодороге 35-К-011 Симферополь — Николаевка (по украинской классификации Т-01-06)). Расстояние до Симферополя около 27 километров и 14 км до берега Чёрного моря (пгт Николаевка), ближайшая железнодорожная станция Симферополь — примерно в 25 километрах. Соседние сёла: выше по долине Булганака Лекарственное — около 300 м и ниже — Равнополье примерно в 4,5 километрах. Высота центра села над уровнем моря — 101 м.

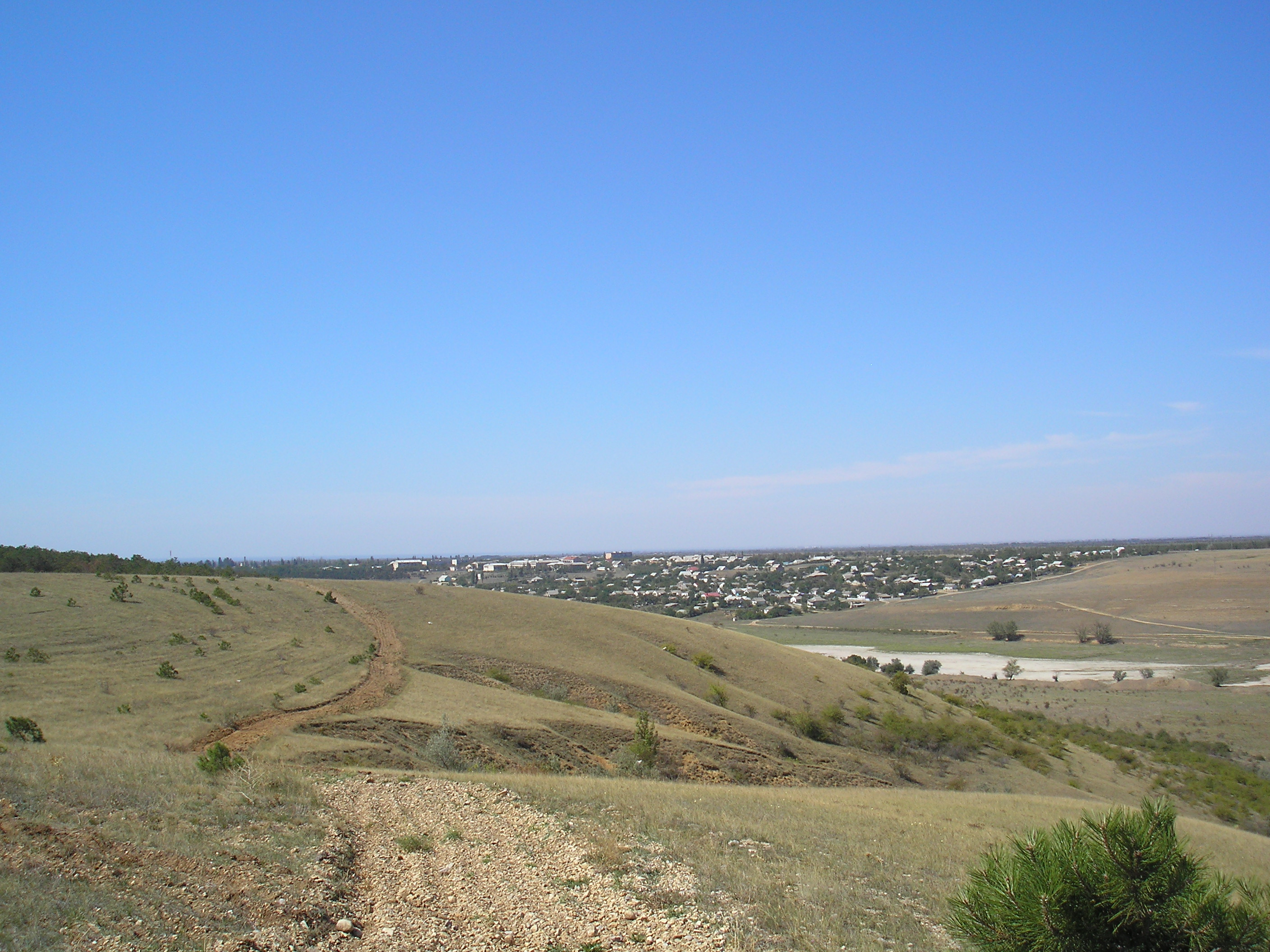
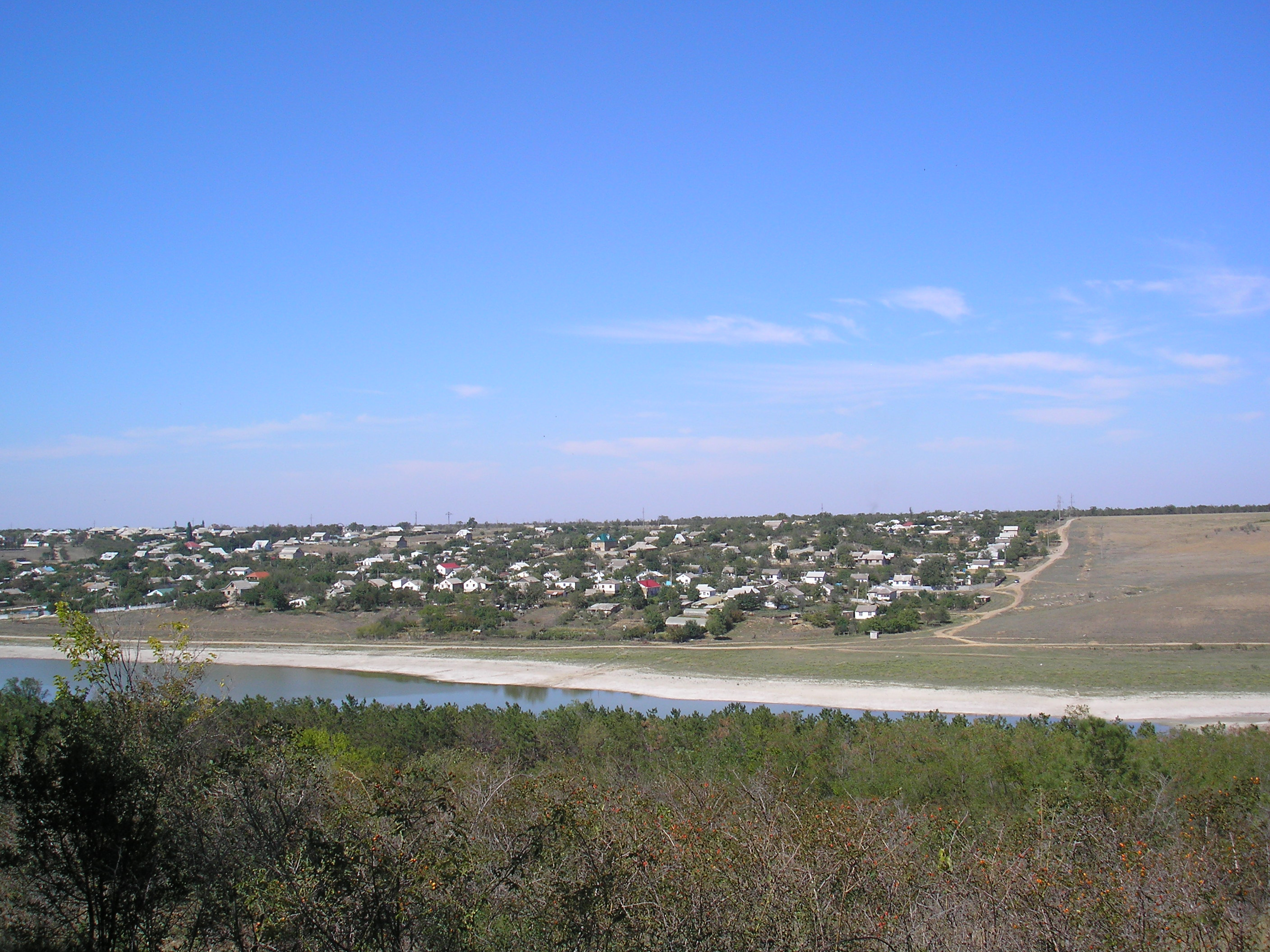
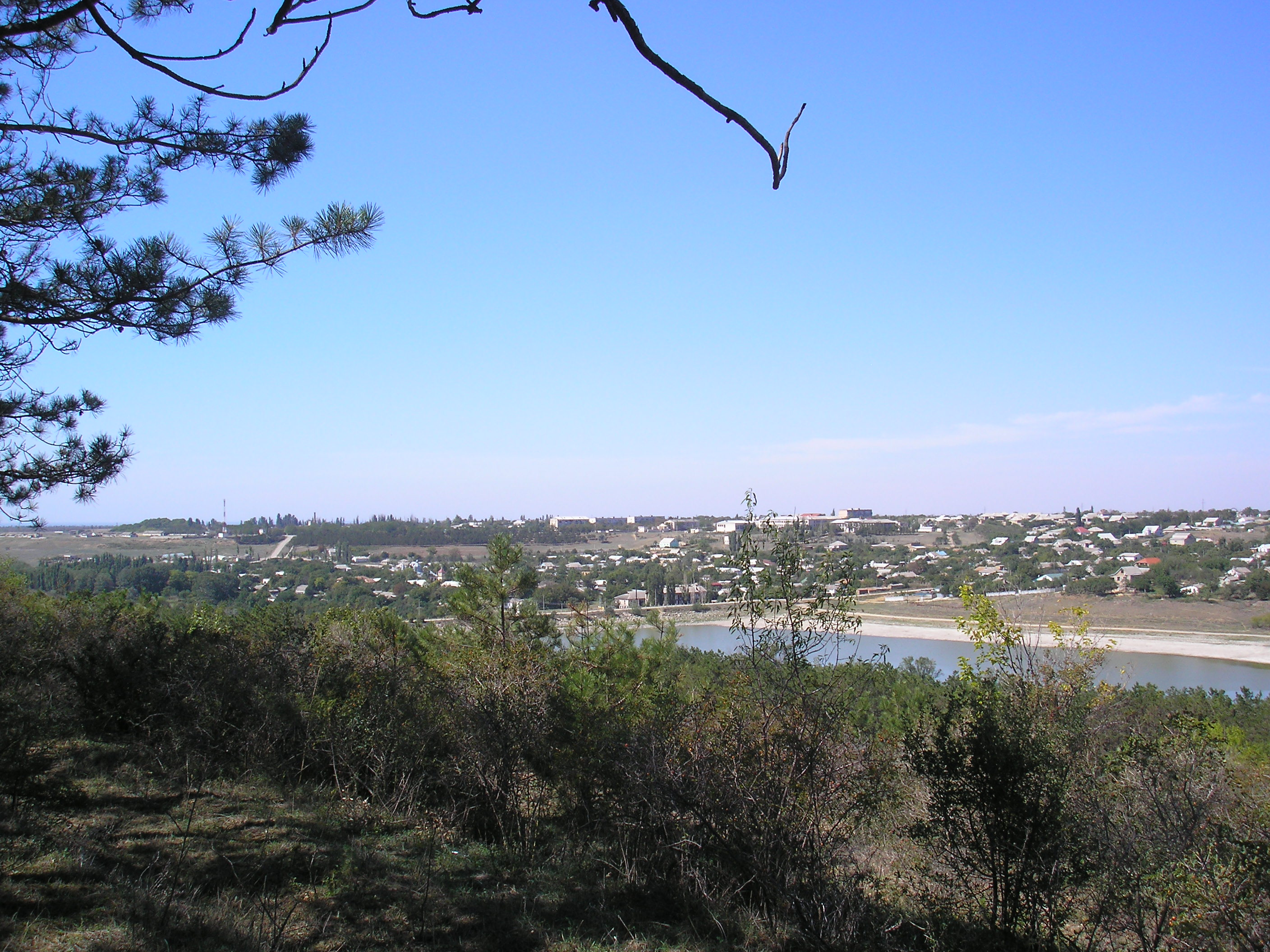
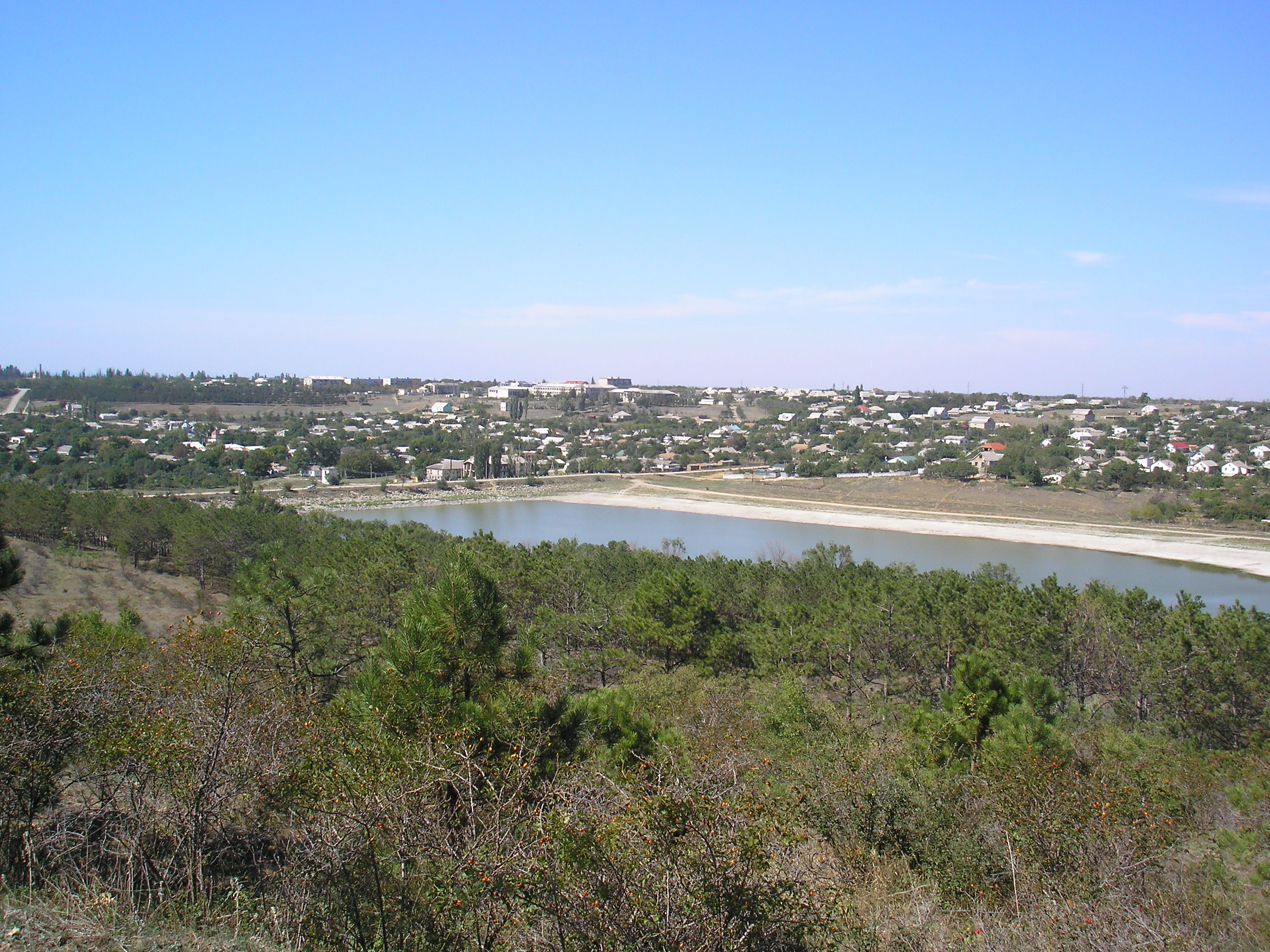
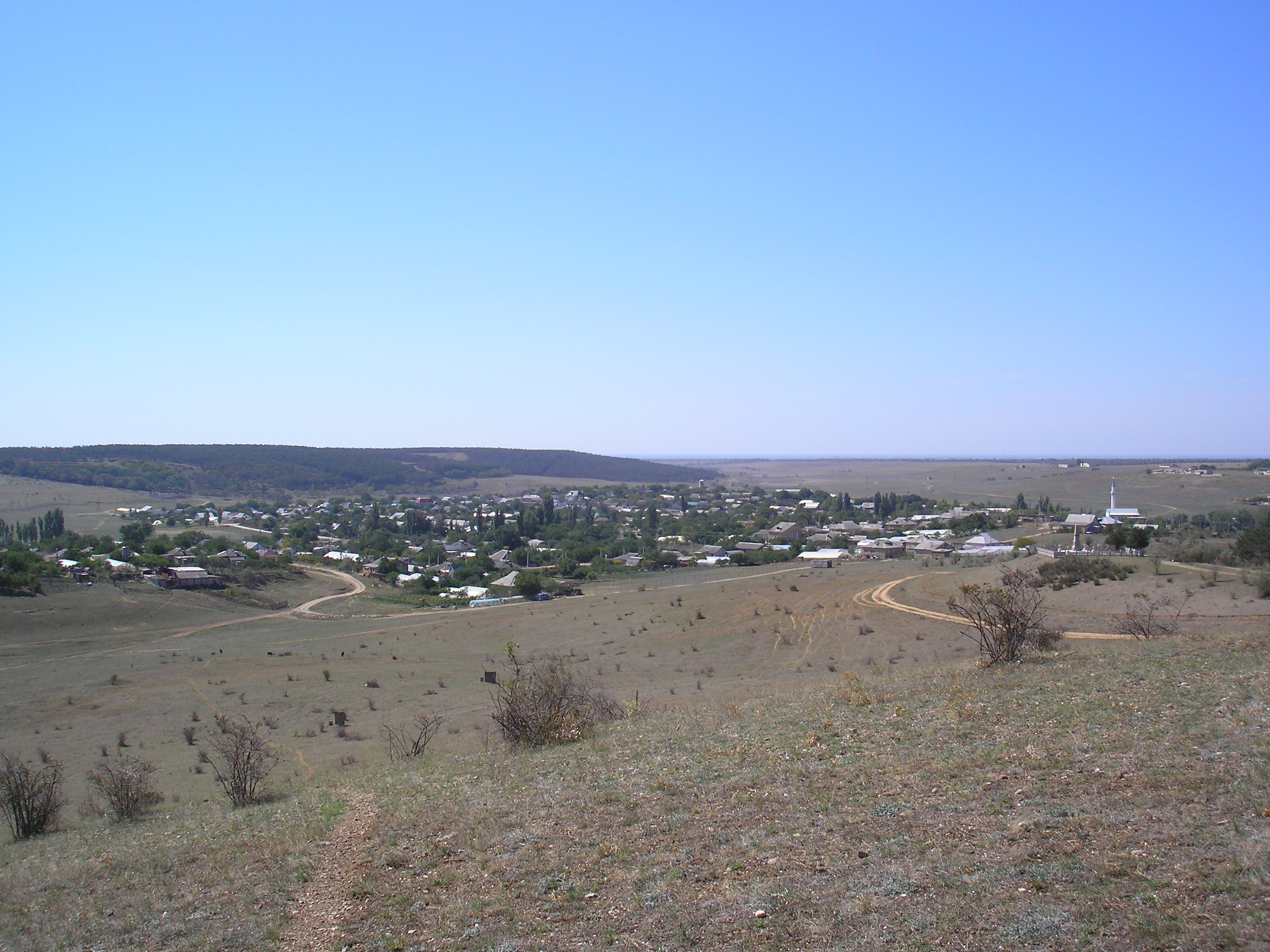
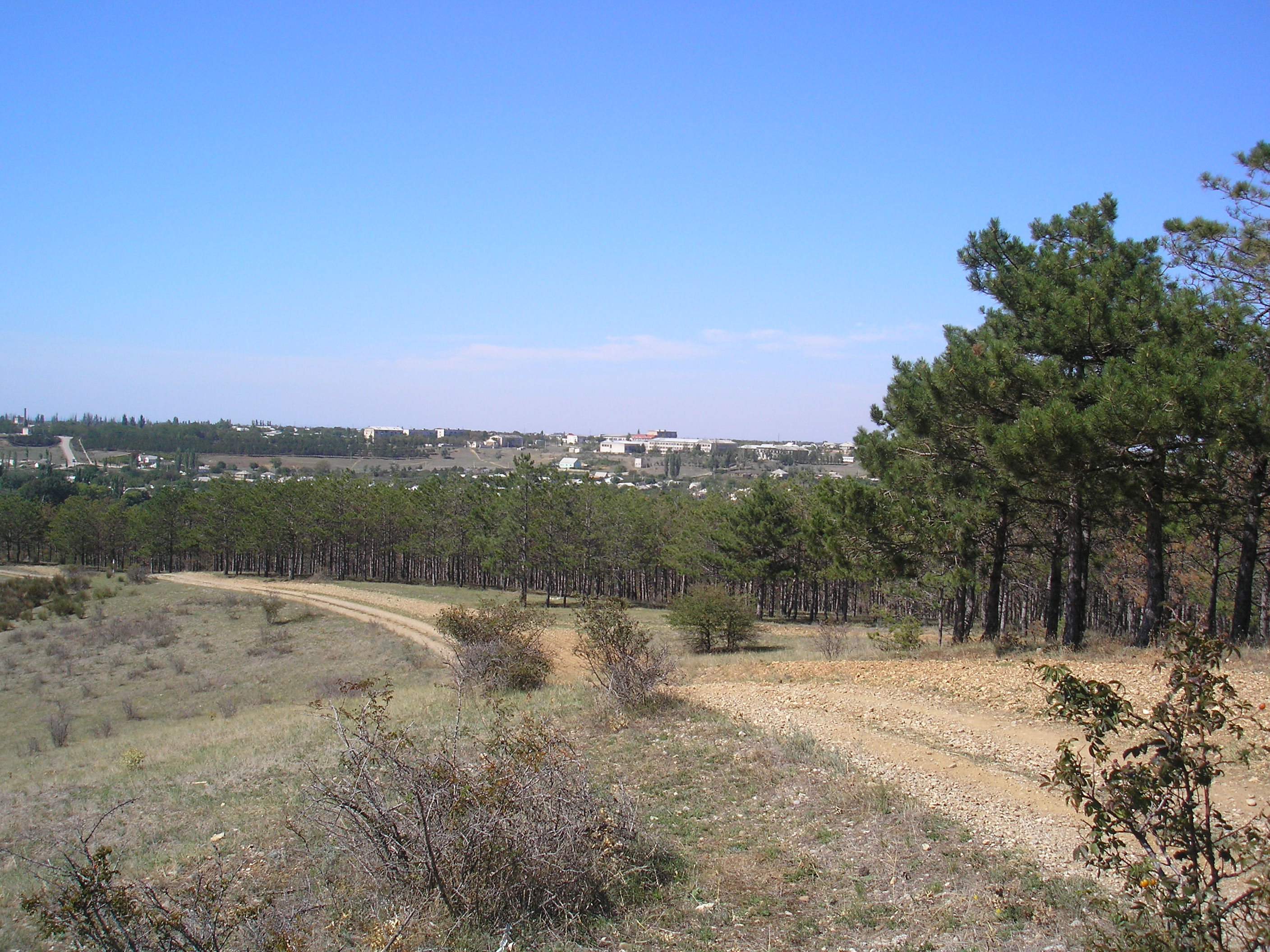

## История

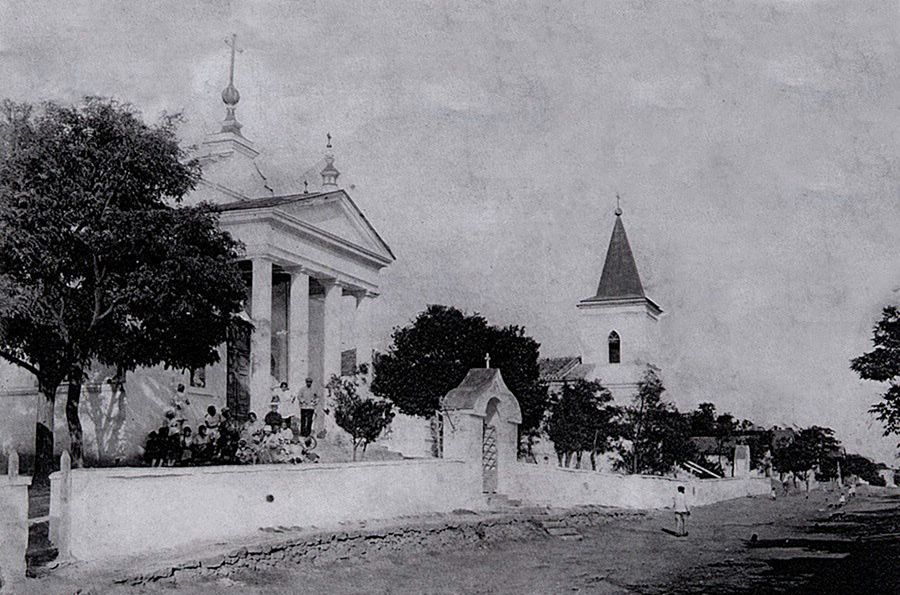
Кроненталь, 1907 год. Католический и лютеранский храмы

Кроненталь (в переводе со старонемецкого — Царская долина) основали в 1810 году 57 лютеранских и католических семей (всего 158 человек) из Бадена, Эльзаса, Пфальца и Рейнской Баварии, земля для которых в долине Булганака была приобретена Екатеринославской конторой иностранных поселенцев. Немецкие сёла Крыма были объединены в Крымский колонистский округ, из которого после 1825 года в Симферопольском уезде выделили Нейзацкий колонистский округ. В 1811 году в селе насчитывалось 276 жителей, но на карту 1817 года деревню ещё не нанесли. Шарль Монтандон в своём «Путеводителе путешественника по Крыму, украшенный картами, планами, видами и виньетами…» 1833 года так описал селение 
Местоположение этого села, включающего в себя 57 домов, не лишено интереса. Население состоит из протестантов и католиков; богослужение проходит в общей церкви, разделенной на две части узким коридором.
Виноградник в 178 960 лоз, давший в 1833 г. 4 730 ведер вина и хорошая отара из 20 000 мериносовых овец, принадлежа этой колонии, указывают на ее процветание. Число жителей – 299 человек.
 В 1834 году в селе была построена школа. На карте 1836 года в деревне 53 двора, как и на карте 1842 года в Кронентале Немецком и ещё неправославная церковь, а в 1848 году — 500 жителей.
В 1860-х годах, после земской реформы Александра II, деревню приписали к Сарабузской волости. В «Списке населённых мест Таврической губернии по сведениям 1864 года», составленному по результатам VIII ревизии 1864 года, Кроненталь (там же употреблено название Булганак) — немецкая колония ведомства попечительского комитета иностранных поселенцев южного края России с кирхой, католической и лютеранской школами, 2 водяными мельницами, 58 дворами и 611 жителями при рекѣ Булганакѣ (на трёхверстовой карте 1865—1876 года в селе 56 дворов). 4 июня 1871 года были высочайше утверждены Правила об устройстве поселян-собственников (бывших колонистов)…, согласно которым образовывалась немецкая Кронентальская волость и, таким образом, Кроненталь становился волостным центром, оставаясь им до советских административных реформ начала 1920-х годов. В путеводителе Сосногоровой 1871 года упоминается «Кроненталь или Булганак, где у колонистов разведены хорошие фруктовые сады и виноградники. Последние поливаются и дают кислое вино». На 1886 год в Кронентале, согласно справочнику «Волости и важнѣйшія селенія Европейской Россіи.», в 65 домохозяйствах проживало 994 человека, имелось 2 костёлов, 2 школы и лавка. В «Памятной книге Таврической губернии 1889 года», по результатам Х ревизии 1887 года, записан Кроненталь с 78 дворами и 483 жителями.
После земской реформы 1890-х годов деревня осталась в составе Булганакской волости. По «…Памятной книжке Таврической губернии на 1892 год» в селе Булганак (он же Кроненталь), составлявшем Булганакское сельское общество, числилось 1239 жителей в 91 домохозяйстве. На подробной карте 1892 года в Булганаке-Кронентале — 102 двора с немецким населением. По Всероссийской переписи 1897 года в селе Булганак (Кроненталь) числилось 794 жителя, из них католиков 324, протестантов 356 и 96 православных. По «…Памятной книжке Таврической губернии на 1902 год», уже в деревне Булганак (бывший Кроненталь), составлявшей Булганакское сельское общество, числилось 1239 жителей в 81 домохозяйствах. В 1905 году проживало 1249 человек, в 1911—1575 человек. С начала XX века работали винный завод Парастасова и кирпично-черепичный Шауберта (после революции был национализирован, потом вовсе закрыт). После начала первой мировой войны были отменены немецкие названия и Кроненталь окончательно стал Булганаком, а Кронентальская волость — Булганакской. По Статистическому справочнику Таврической губернии. Ч.II-я. Статистический очерк, выпуск шестой Симферопольский уезд, 1915 год, в деревне Булганак (бывший Кроненталь) Булганакской волости Симферопольского уезда числилось 84 двора с немецким населением в количестве 1048 человек приписных жителей и 255 — «посторонних», из которых 715 мужчин и 588 женщин. Жители владели 5496 десятинами удобной земли. В хозяйствах имелось 355 лошадей, 150 волов, 184 корова и 243 головы мелкого скота (в 1919 году 1263 человека). Согласно списку 1915 года «…русских подданных из австрийских, венгерских или германских выходцев» землевладельцев, опубликованном в газете «Таврические губернские ведомости» в апреле 1915 года, при деревне Булганак значится Гофман Теобальд Михайлович, владевший 31 десятиной пахотной земли. На 1917 год в селении действовала больница.

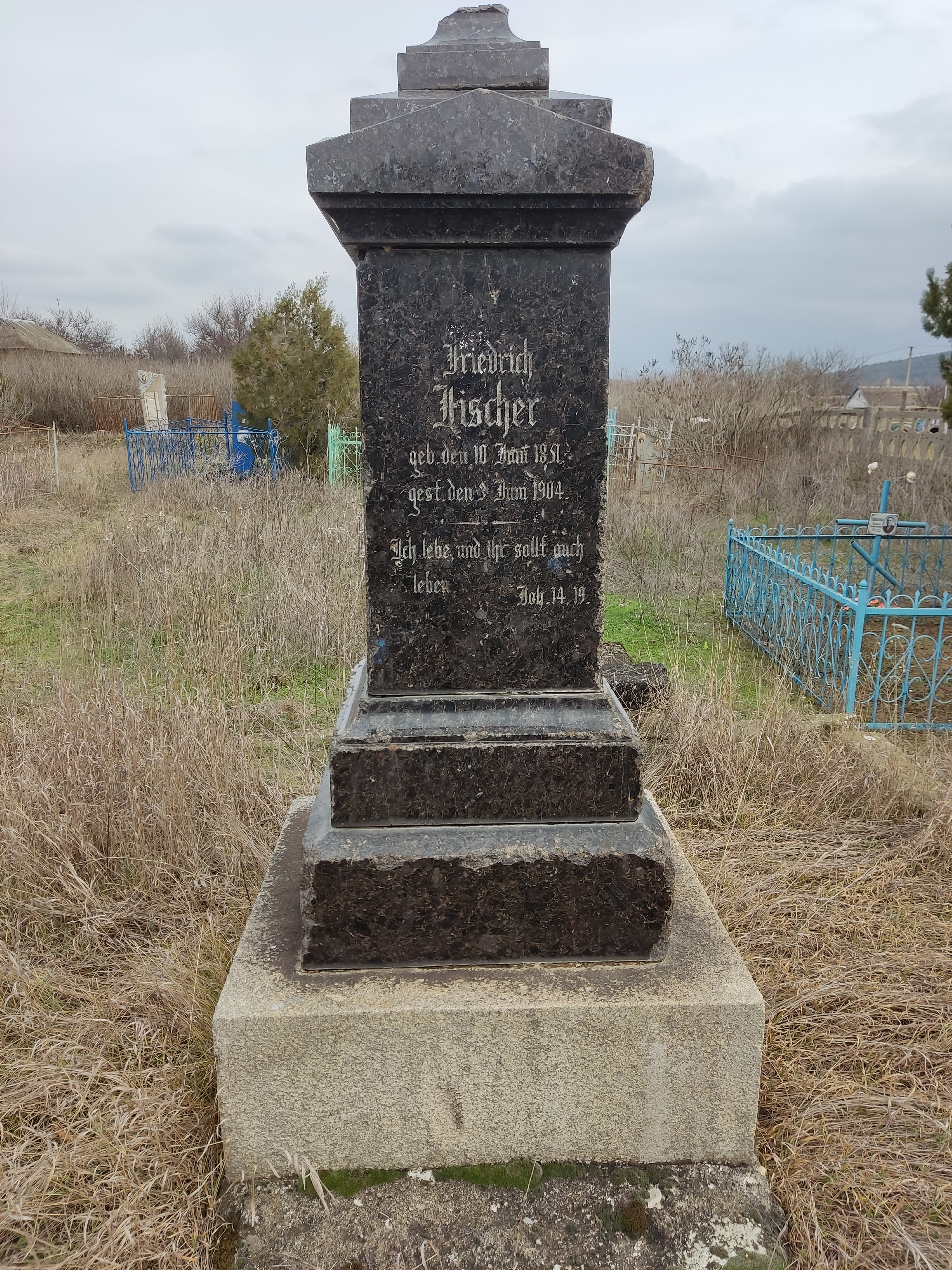
На немецком кладбище
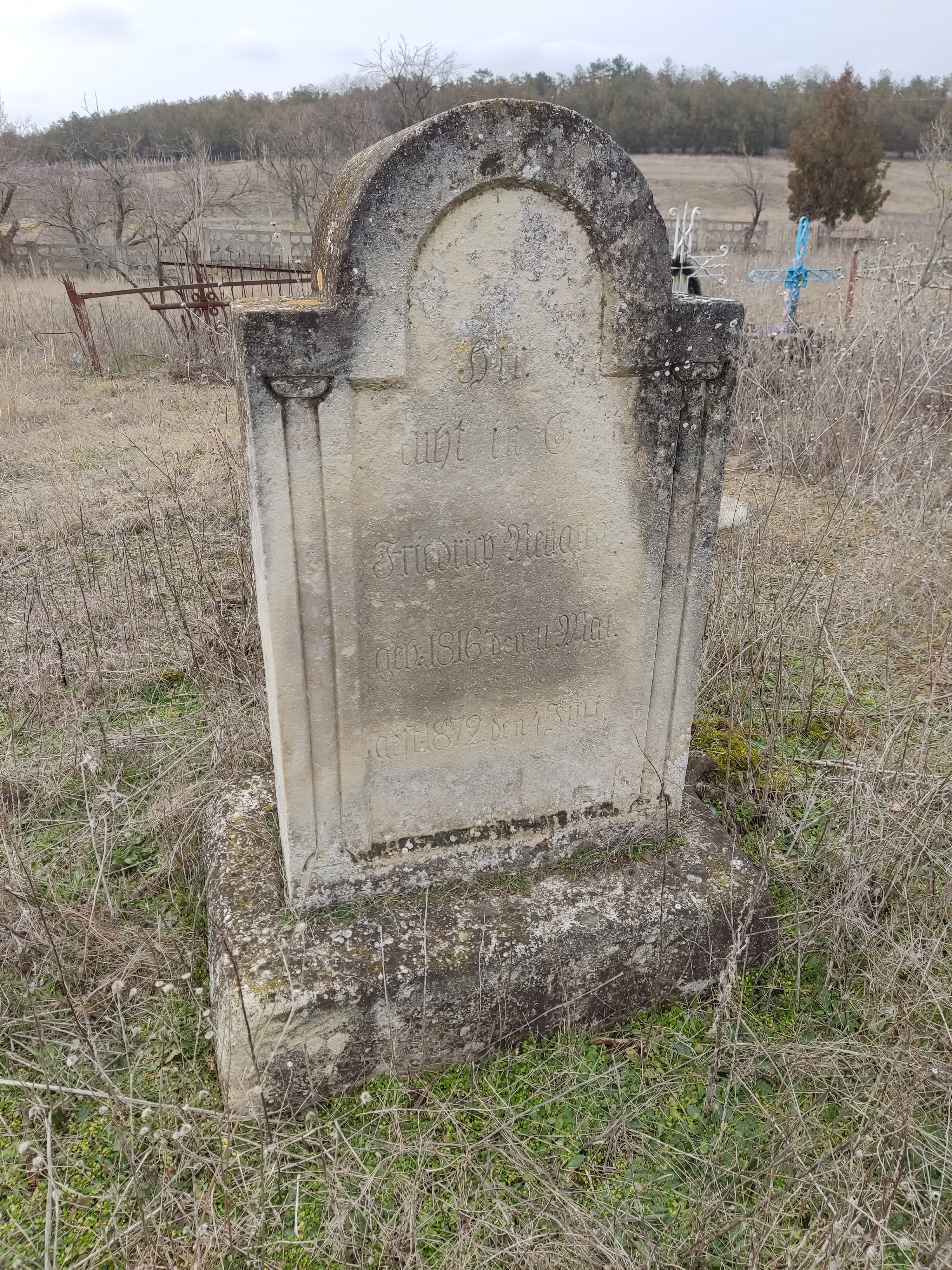
На немецком кладбище
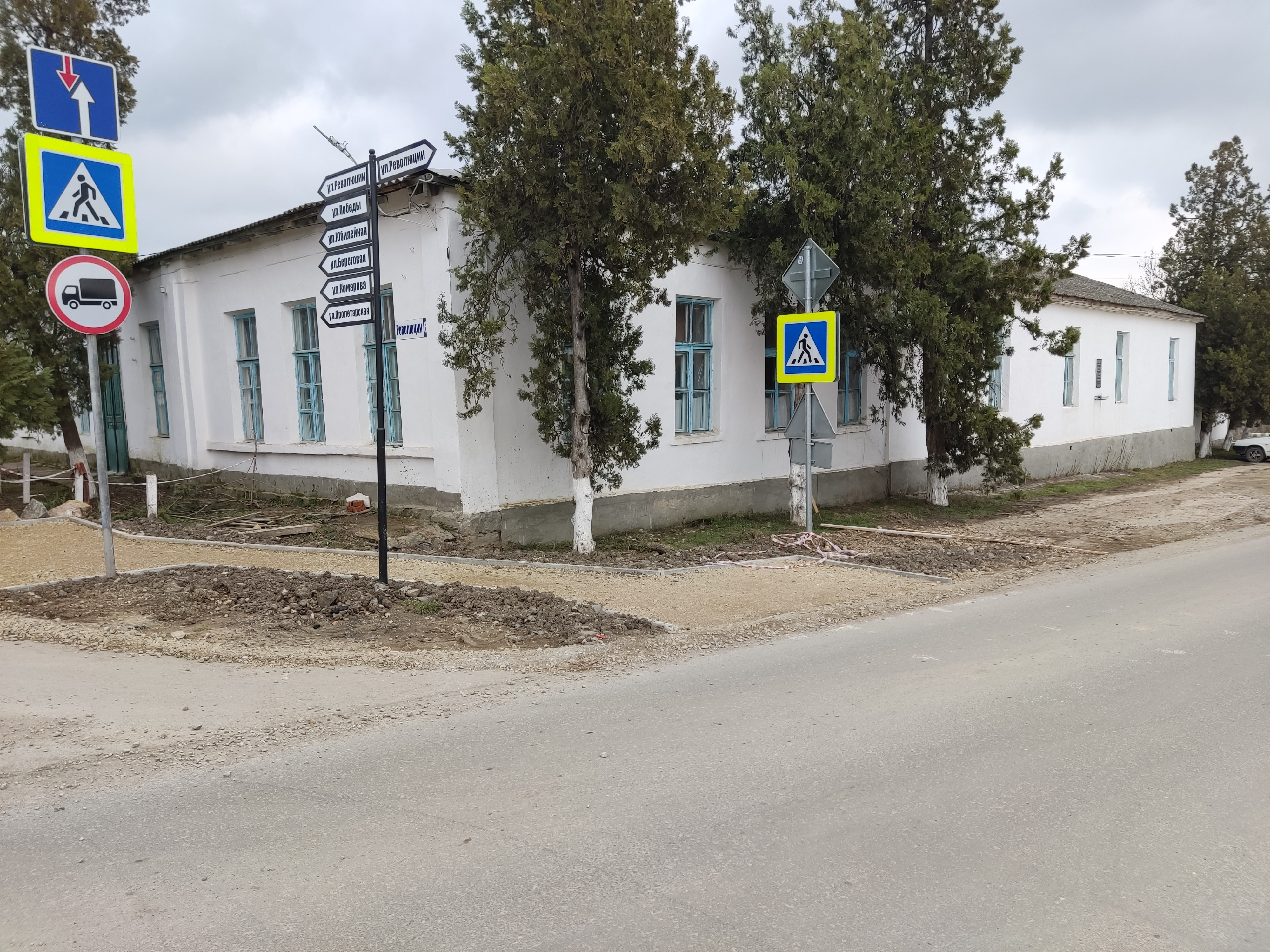
Больница
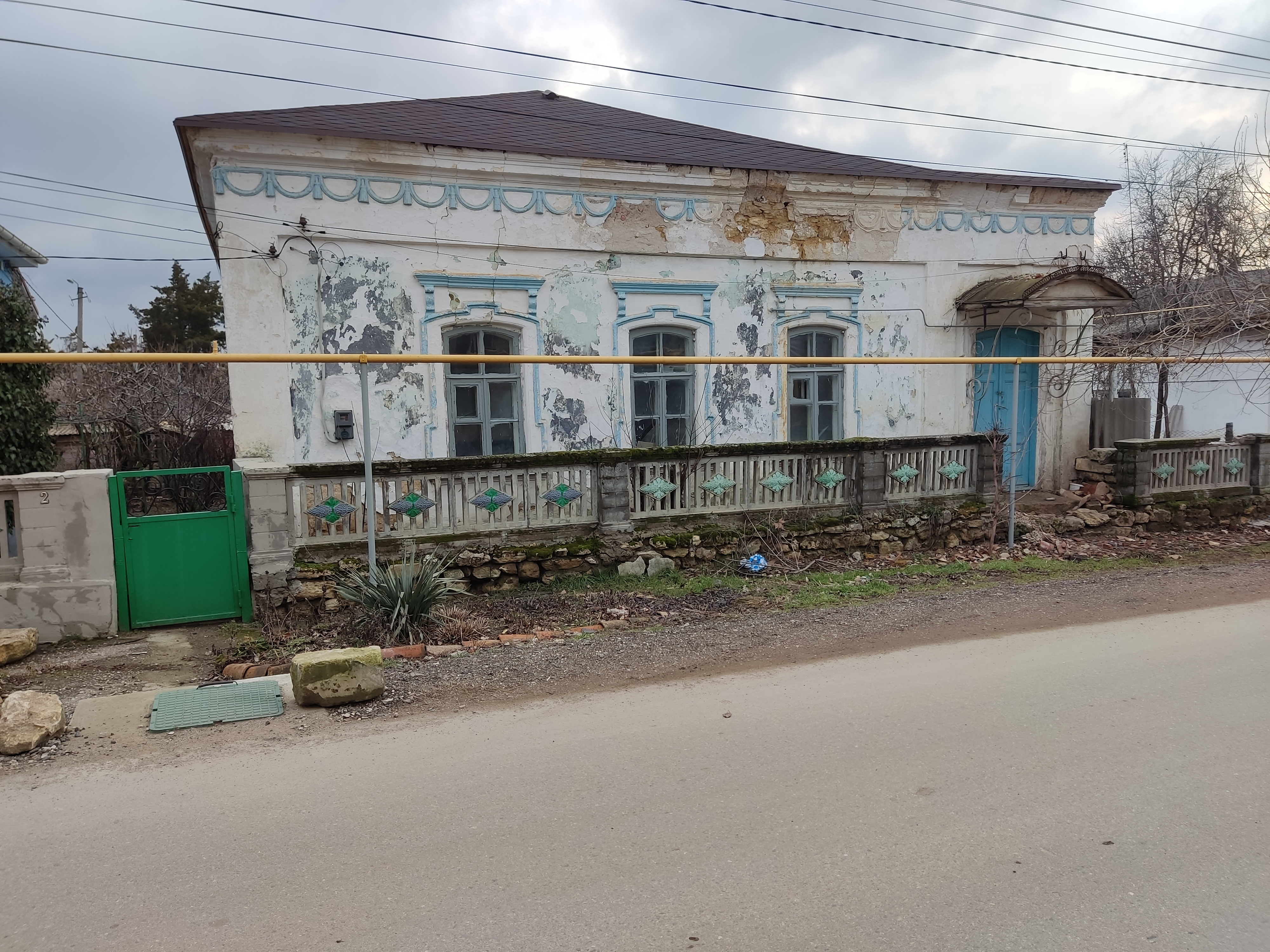
Дом
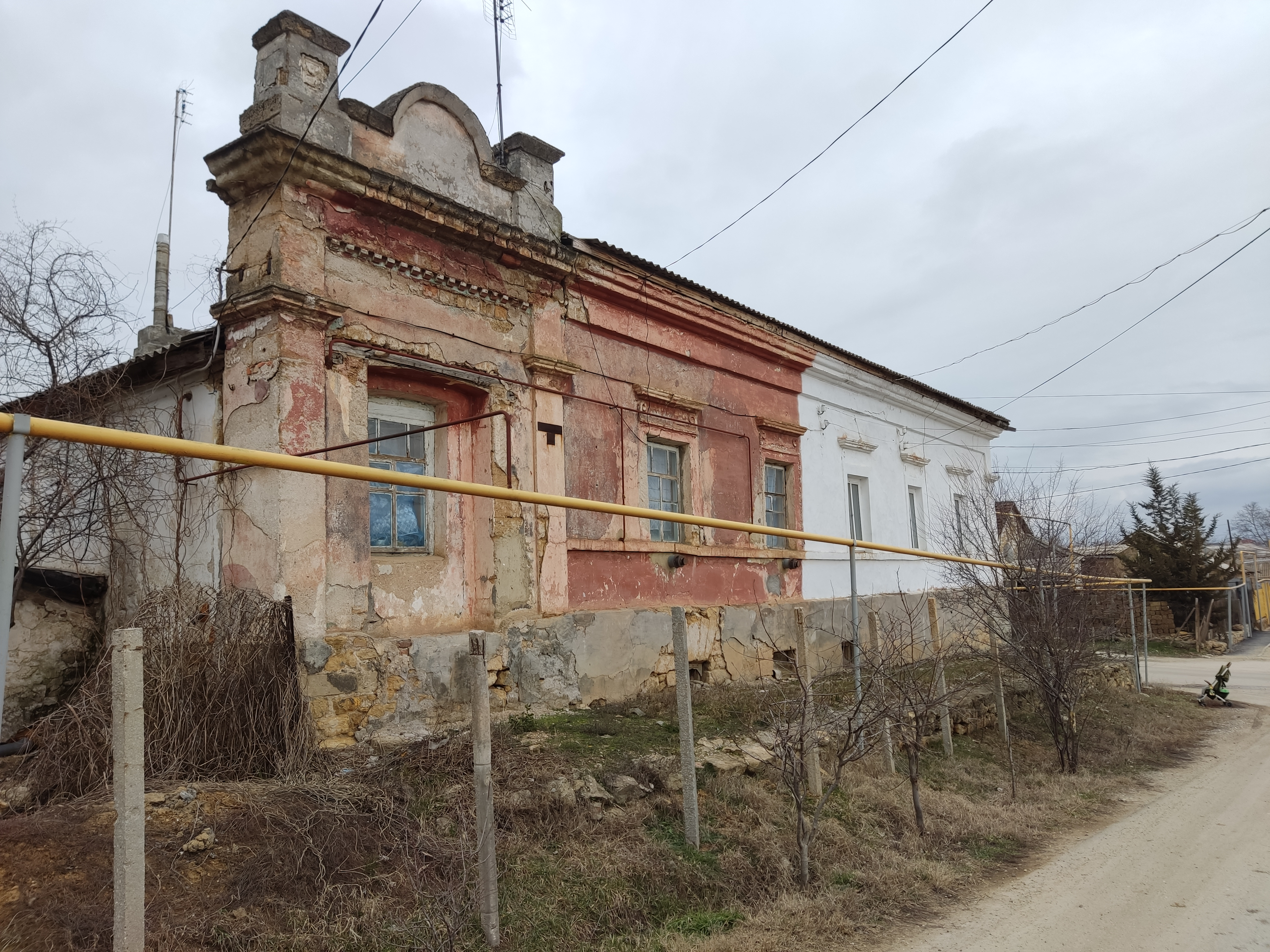
Дом

После установления в Крыму Советской власти, по постановлению Крымревкома от 8 января 1921 года была упразднена волостная система и село включили в состав вновь созданного Подгородне-Петровского района Симферопольского уезда, а в 1922 году уезды получили название округов. 11 октября 1923 года, согласно постановлению ВЦИК, в административное деление Крымской АССР были внесены изменения, в результате которых был ликвидирован Подгородне-Петровский район и образован Симферопольский и село включили в его состав. Согласно Списку населённых пунктов Крымской АССР по Всесоюзной переписи 17 декабря 1926 года, в селе Булганак (бывший Кроненталь), центре Булганакского сельсовета (в коем состоянии состоит всю дальнейшую историю) Симферопольского района, числилось 186 дворов, из них 126 крестьянских, население составляло 889 человек, из них 818 немцев, 50 русских, 6 украинцев, 3 еврея, 2 эстонца, 1 армянин, 7 записаны в графе «прочие», действовала немецкая школа. Постановлением президиума КрымЦИК от 26 января 1935 года «Об образовании новой административной территориальной сети Крымской АССР» был создан Сакский район и Булганак отнесли к новому району, оставив центром сельсовета.
Вскоре после начала Великой Отечественной войны, 18 августа 1941 года крымские немцы были выселены, сначала в Ставропольский край, а затем в Сибирь и северный Казахстан.

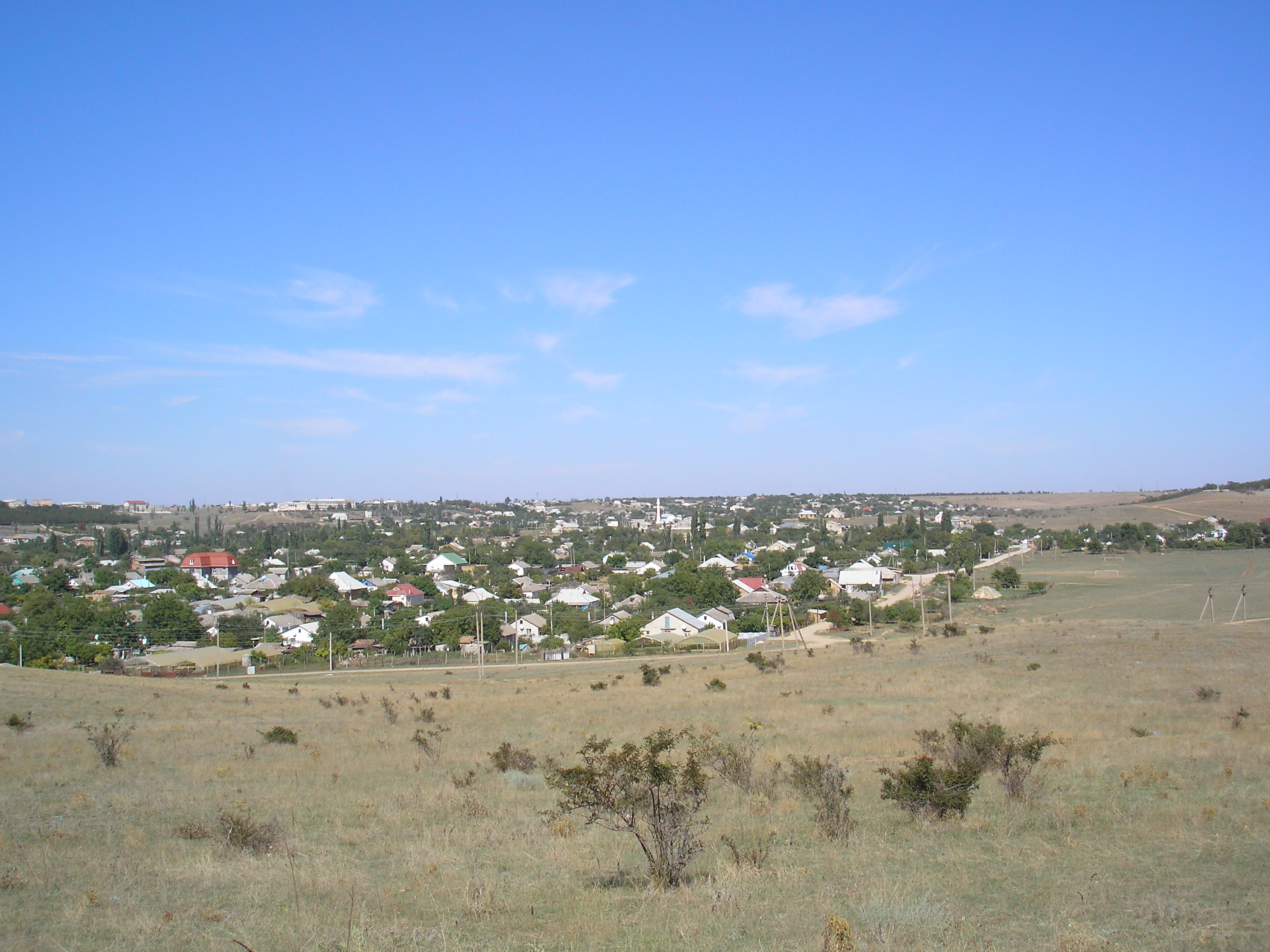

После освобождения Крыма от нацистов, 12 августа 1944 года было принято постановление № ГОКО-6372с «О переселении колхозников в районы Крыма», и в сентябре 1944 года в район приехали первые новосёлы (214 семей) из Винницкой области, а в начале 1950-х годов последовала вторая волна переселенцев из различных областей Украины. В те годы в селе было образовано подсобное хозяйство Булганак Севастопольстроя, в 1949 году было реорганизованное в Булганакский зерносовхоз Крымского треста зерновых совхозов. Указом Президиума Верховного Совета РСФСР от 21 августа 1945 года Булганак был переименован в Кольчугино и Булганакский сельсовет — в Кольчугинский. С 25 июня 1946 года Кольчугино в составе Крымской области РСФСР. С 1951 года совхоз «Булганак» был переподчинён Крымскому тресту хлопковых совхозов, с ликвидацией которого в 1953 году передан Крымскому тресту совхозов. 26 апреля 1954 года Крымская область была передана из состава РСФСР в состав УССР. С октября 1954 года совхоз «Булганак» передан в подчинение Крымвинтреста, а в 1957 году переименован в совхоз-завод «Виноградный».
Указом Президиума Верховного Совета УССР «Об укрупнении сельских районов Крымской области», от 30 декабря 1962 года Кольчугино присоединили к Бахчисарайскому району, а с 1 января 1965 года, указом Президиума ВС УССР «О внесении изменений в административное районирование УССР — по Крымской области», включили в состав Симферопольского. На 1974 год в Кольчугине числилось 3363 жителя, по данным переписи 1989 года — 3822 человека. С 12 февраля 1991 года село в восстановленной Крымской АССР, 26 февраля 1992 года переименованной в Автономную Республику Крым.

## Население
| 2001 | 2014  | 2021  |
| ---- | ----- | ----- |
| 4481 | ↘3992 | ↗4224 |

Всеукраинская перепись 2001 года показала следующее распределение по носителям языка
| Язык             | Процент |
| ---------------- | ------- |
| русский          | 60.0    |
| крымскотатарский | 26.4    |
| украинский       | 12.6    |
| Белорусский      | 0.4     |
| другие           | 0,6     |

### Динамика численности
| - 1810 год — 158 чел. - 1811 год — 276 чел. - 1833 год — 299 чел. - 1848 год — 500 чел. - 1858 год — 591 чел. - 1864 год — 611 чел. - 1887 год — 483 чел. - 1892 год — 1239 чел. - 1897 год — 794 чел. - 1902 год — 1239 чел. | - 1905 год — 1249 чел. - 1911 год — 1575 чел. - 1915 год — 1303 чел. - 1919 год — 1263 чел. - 1926 год — 889 чел. - 1974 год — 3363 чел. - 1989 год — 3822 чел. - 2001 год — 4481 чел. - 2009 год — 4966 чел. - 2014 год — 3992 чел. |

## Дополнительная информация
В Кольчугине в 1983 году снимался фильм Н. Александровича «Дело за тобой!».
Сохранившийся в Кольчугине летний кинотеатр «Селена» является одной из главных достопримечательностей села.